# Eazy-E
Eric Lynn Wright, mer känd under sitt artistnamn Eazy-E, född 7 september 1964 i Compton, Kalifornien, död 26 mars 1995 i Los Angeles, Kalifornien, var en amerikansk rappare, musikproducent och entreprenör. Han kallas inom hiphopvärlden för "The Godfather of Gangsta Rap".
Wright började sin karriär genom att grunda skivbolaget Ruthless Records 1986. Efter en kort solokarriär, där han arbetade mycket med Ice Cube och Dr. Dre, bildade trion gruppen N.W.A senare samma år. Gruppen släppte debutalbumet Straight Outta Compton 1988, som tog upp flera sociala och politiska problem. Albumet är ofta sett som en av de bästa och mest inflytelserika albumen genom tiderna inom genren. Gruppen släppte sitt sista studioalbum tre år senare, och bröt upp efter långvariga finansiella problem.
Efter gruppen fortsatte Wright sin solokarriär, då han släppte två EP-skivor, vilka tog inspiration från funkmusik, samtida hiphop och komedi. Han hade även en uppmärksammad beef med Dr. Dre, innan han blivit diagnostiserad med Aids 1995. Han dog en månad efter att han blivit diagnostiserad.

## Tidigt liv
Eric Wright föddes den 7 september 1964 i Compton, Kalifornien, en förort till Los Angeles känd för sin gängaktivitet och brottslighet. Föräldrarna var Richard och Kathie Wright. Hans far arbetade vid posten och hans mor vid en skola. Han hoppade av high school i tionde klass, men tog senare examen i vuxen ålder.
| ”                                            | No one survived on the streets without a protective mask. No one survived naked. You had to have a role. You had to be "thug," "playa," "athlete," "gangsta," or "dope man." Otherwise, there was only one role left to you: "victim." | „ |
| – Jerry Heller om Eazy-E, Ruthless: A Memoir | |   |

Wright försörjde sig primärt genom att sälja droger vilket introducerades av hans kusin. 1986, vid en ålder av 22, har Wright själv angivit att han tjänat 250 000 amerikanska dollar av att hantera droger. Efter att hans kusin blivit skjuten till döds, bestämde han sig för att han kunde få ett bättre liv inom hiphopscenen i Los Angeles, vilken växte snabbt i popularitet. Han började spela in musik i mitten av 1980-talet i sina föräldrars garage.
Originalidén till Ruthless Records kom när Wright frågade Heller om de skulle samarbeta. Wright förslog att han själv skulle äga 50 procent av bolaget, och Heller resten. Det bestämdes dock att Wright skulle få 80 procent av bolagets omsättning och Heller endast 20 procent. Enligt Heller berättade han för Wright: "Every dollar comes into Ruthless, I take twenty cents. That's industry standard for a manager of my caliber. I take twenty, you take eighty percent. I am responsible for my expenses and you're responsible for yours. You own the company. I work for you".

## Musikkarriär

### N.W.A ochEazy-Duz-It: 1986–1991

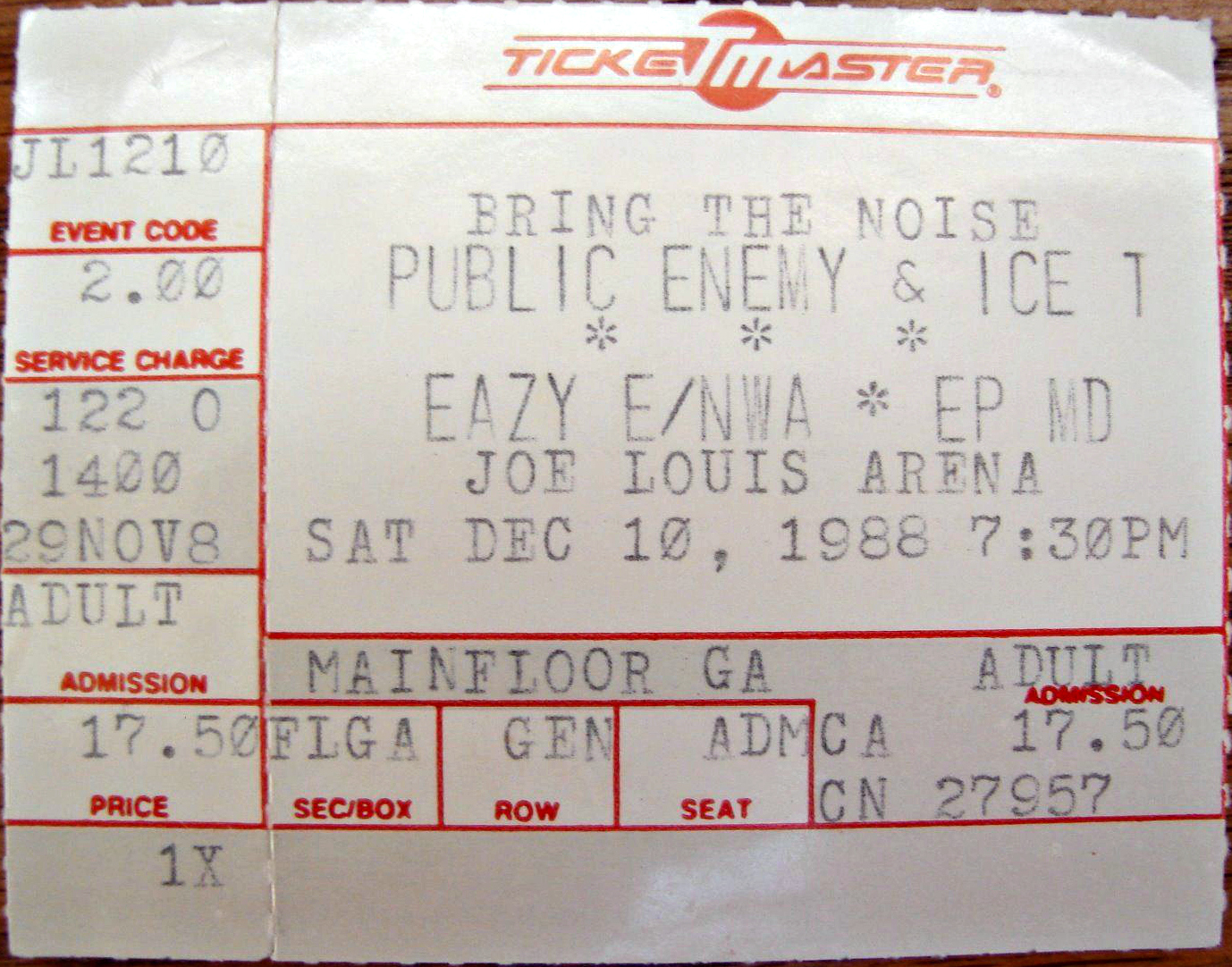
Eazy-E och N.W.A uppträder vid Public Enemys konsert "Bring the Noise Tour" på Joe Louis Arena 1988.

N.W.A bestod egentligen av Ice Cube, Dr. Dre, Eazy-E och Arabian Prince, med MC Ren och DJ Yella som  gick med senare. Samlingsalbumet N.W.A. and the Posse släpptes den 6 november 1987, och skulle senare bli certifierat guld i USA. På albumet fanns material som tidigare blivit släppt som singlar på skivbolaget Macola Records, vilket var ansvarig för distribuering av material från N.W.A och andra musikgrupper, bland annat Fila Fresh Crew, en västkusthiphopgrupp egentligen från Dallas, Texas.
Wrights debutalbum Eazy-Duz-It släpptes den 16 september 1988. Albumet sålde över 2,5 miljoner kopior i USA och nådde som mest plats #41 på Billboard 200. Albumet producerades av Dr. Dre och DJ Yella och var till stor del skrivet av MC Ren, Ice Cube och The D.O.C.. Både Glen Boyd från Seattle Post-Intelligencer och MTV:s Jon Wiederhorn hävdade att Eazy-Duz-It "banade vägen" under dess produktion för N.W.A:s mest kontroversiella album, Straight Outta Compton.
I december 1989 lämnade Ice Cube N.W.A efter finansiella problem med Jerry Heller. Gruppen fortsatte med resten av medlemmarna och släppte 1990 EP-skivan 100 Miles and Runnin' och studioalbumet Niggaz4Life 1991. På EP:n startade även beefen mellan N.W.A och Ice Cube med låtarna "100 Miles and Runnin'" och "Real Niggaz". Ice Cube svarade med "No Vaseline" från albumet Death Certificate 1991. Wright rappade på sju av de åtta låtarna från Niggaz4Life. I mars 1991 accepterade Wright en inbjudan till ett möte som hölls av den dåvarande USA:s president George H.W. Bush. En talesperson för rapparen sade att Wright stödde Bush på grund av hans arbete inom Kuwaitkriget.

### Solokarriär och beef med Dr. Dre: 1991–1994

Eazy-E's logotyp.

N.W.A började brytas upp efter att Jerry Heller blivit gruppens manager.
| ”                         | The split came when Jerry Heller got involved. He played the divide and conquer game. Instead of taking care of everybody, he picked one nigga to take care of and that was Eazy. And Eazy was like, 'I'm taken care of, so fuck it'. | „ |
| – Dr. Dre om Jerry Heller | |   |

Dr. Dre skickade den dåvarande livvakten Suge Knight för att undersöka Wrights finansiella situation då han började bli misstänksam om Wright och Heller. Dr. Dre frågade Wright om att släppa honom från Ruthless Records, men Wright nekade. Hans nekande ledde till att Suge Knight bland annat sagt att han kidnappat Jerry Heller. Ryktet övertygade dock inte Wright att släppa Dr. Dre, och Knight hotade därefter Wrights familj. Knight hade gett Wright ett papper med hans mors adress, och sagt "I know where your mama stays". Wright släppte till slut Dr. Dre från skivbolaget, vilket officiellt bröt upp N.W.A.
Beefen med Dr. Dre fortsatte med Dres låt "Dre Day" från The Chronic med text som förolämpade Wright. Wright svarade med EP-skivan It's On (Dr. Dre) 187um Killa, med låtarna "Real Muthaphuckkin G's" och "It's On". På EP:n fanns bilder av Dr. Dre där han hade "lacy-kläder och smink", när han var en del av electrogruppen World Class Wreckin' Cru.

## Privatliv
Wright fick sonen Eric Darnell Wright 1984. Han hade även en dotter vid namn Erin som senare ändrade sitt namn till Ebie. Wright fick även ytterligare fem barn med fem olika kvinnor under sitt liv.
Wright träffade Tomica Woods vid en nattklubb i Los Angeles 1991, och de gifte sig 1995, tolv dagar före hans död. De fick en son med namnet Dominick och en dotter med namnet Daijah (född sex månader efter Wrights död). Efter Wrights död togs Ruthless Records över av hans fru.

## Diskografi

### Studioalbum
- 1988 – Eazy-Duz-It
- 1995 – Str8 off tha Streetz of Muthaphukkin Compton (postumt)

### Extended plays
- 1992 – 5150: Home 4 tha Sick
- 1993 – It's On (Dr. Dre) 187um Killa
- 2002 – Impact of a Legend (postumt)

### Samarbetsalbum
- 1987 – N.W.A. and the Posse (med N.W.A)
- 1988 – Straight Outta Compton (med N.W.A)
- 1991 – Niggaz4Life (med N.W.A)